# Indore Open ATP Challenger
L'Indore Open ATP Challenger è stato un torneo di tennis maschile che faceva parte dell'ATP Challenger Tour. Si è disputata la sola edizione del 2014 svoltasi tra il 13 e il 18 ottobre su campi in cemento a Indore, in India.

## Albo d'oro

### Singolare maschile
| Anno | Campione      | Finalista            | Punteggio        |
| ---- | ------------- | -------------------- | ---------------- |
| 2014 | Saketh Myneni | Oleksandr Nedovjesov | 6-3, 6(4)–7, 6-3 |

### Doppio maschile
| Anno | Campioni                                      | Finalisti                 | Punteggio |
| ---- | --------------------------------------------- | ------------------------- | --------- |
| 2014 | Adrián Menéndez Maceiras Oleksandr Nedovjesov | Yuki Bhambri Divij Sharan | 6-3, 6-3  |